# Villamanín de la Tercia
Villamanín de la Tercia es una localidad del municipio de Villamanín, en la provincia de León, Comunidad Autónoma de Castilla y León (España). Es la capital del municipio de Villamanín.

## Situación
Se encuentra en la Carretera Nacional N-630.
Confina con Fontún de la Tercia al E; con Golpejar de la Tercia al N; con Rodiezmo de la Tercia al O y con Villasimpliz al S.

## Evolución demográfica
| 2000 | 2001 | 2002 | 2003 | 2004 | 2005 | 2006 | 2007 | 2008 | 2009 | 2010 | 2011 |
| 433  | 429  | 421  | 400  | 362  | 365  | 354  | 332  | 322  | 316  | 326  | 319  |